# Ayad Lamdassem
Ayad Lamdassem El Mouhcin (Sidi Ifni, 11 oktober 1981), is een Spaans atleet van Marokkaanse afkomst, die eerst gespecialiseerd was in de 10.000 m en het veldlopen. De laatste jaren richt hij zich op de wegatletiek. Hij nam tweemaal deel aan de Olympische Spelen.

## Biografie
Lamdassem werd geboren in Marokko, maar na vijf jaar verblijf in Spanje verkreeg hij in 2007 de Spaanse nationaliteit. In 2008 nam Lamdassem voor Spanje deel aan de Olympische Spelen in Peking. Op de 10.000 m eindigde hij op de 24e plaats. Op de Europese kampioenschappen van 2010 in Barcelona eindigde hij vierde op de 10.000 m. 
Zowel in 2010 als 2011 behaalde Lamdassem de zilveren medaille op het EK veldlopen.
In 2012 nam Lamdassem opnieuw deel aan de Olympische Spelen, ditmaal in Londen. Op de 10.000 m eindigde hij op de 23e plaats. In 2013 eindigde Lamdassem als achtste op marathon van Fukuoka en als tiende in de marathon van Londen.
Op de Europese kampioenschappen in 2016 behaalde hij samen met Jesús España en Carles Castillejo de zilveren medaille voor Spanje in het landenklassement op de halve marathon.

## Titels
- Ibero-Amerikaans kampioen 5000 m - 2010
- Spaans kampioen 10.000 m - 2007, 2010
- Spaans kampioen veldlopen - 2007, 2011, 2014

## Persoonlijke records
Baan
| Onderdeel | Prestatie | Datum        | Plaats |
| --------- | --------- | ------------ | ------ |
| 3000 m    | 7.45,55   | 7 juni 2005  | Huelva |
| 5000 m    | 13.17,49  | 20 juni 2006 | Huelva |
| 10.000 m  | 27.45,58  | 12 juli 2008 | Vigo   |

Weg
| Onderdeel      | Prestatie | Datum           | Plaats     |
| -------------- | --------- | --------------- | ---------- |
| 10 km          | 28.09     | 16 mei 2010     | Manchester |
| 15 km          | 43.20     | 29 maart 2014   | Kopenhagen |
| 20 km          | 58.14     | 29 maart 2014   | Kopenhagen |
| halve marathon | 1:01.22   | 29 maart 2014   | Kopenhagen |
| marathon       | 2:06.35   | 6 december 2020 | Valencia   |

## Palmares

### 5000 m
- 2010:  Ibero-Amerikaanse kamp. - 13.32,48

### 10.000 m
- 2007:  Spaanse kamp. - 27.56,60
- 2008:  Spaanse kamp. - 27.45,58
- 2008: 24e OS – 28.13,73
- 2009:  Spaanse kamp. - 27.52,04
- 2009: DNF WK
- 2010:  Spaanse kamp. - 28.03,18
- 2010: 4e EK – 28.34,89
- 2012:  Europa Cup in Bilbao - 28.04,22
- 2012: 23e OS – 28.49,85
- 2012: 6e EK – 28.26,46

### 10 km
- 2002:  Carrera Nocturna Alcade de Águilas - 30.00
- 2002:  Conseio Superior de Investigaciones Cientificas in Madrid - 29.36
- 2003:  Sant Silvestre Barcelonesa in Barcelona - 29.08
- 2004:  San Silvestro Vallecana in Madrid - 28.26
- 2010:  Great Manchester Run - 28.09
- 2010:  San Silvestre Vallecana in Madrid - 28.36
- 2011:  Cursa de Bombers in Barcelona - 30.02
- 2011:  San Silvestre Vallecana in Madrid - 28.10
- 2012:  Great Ireland Run - 28.48
- 2012:  Cursa de Bombers in Barcelona - 28.54
- 2012:  San Silvestre Vallecana in Madrid - 28.45
- 2013:  San Silvestre Vallecana in Madrid - 29.05
- 2014: 4e Great Manchester Run - 29.17

### 10 Eng. mijl
- 2012:  Great South Run - 46.44

### halve marathon
- 2002:  halve marathon van Canals - 1:05.47
- 2002: 4e halve marathon van Albacete - 1:07.03
- 2003: 5e halve marathon van Brazzaville - 1:09.10
- 2004:  halve marathon van Azpeitia - 1:01.29
- 2004: 4e halve marathon van Córdoba - 1:18.12
- 2006:  halve marathon van Zaragoza - 1:05.09
- 2013:  halve marathon van Albacete - 1:03.55
- 2013:  Great Scottish Run - 1:01.59
- 2014:  halve marathon van La Coruña - 1:02.57
- 2014: 17e WK in Kopenhagen - 1:01.22
- 2015:  Great Birmingham Run - 1:03.02
- 2016: 18e WK in Cardiff - 1:03.29
- 2016: 12e EK - 1:04.13 ( landenklassement)
- 2018: 28e WK in Valencia - 1:02.14
- 2018: 4e halve marathon van Doha - 1:03.09

### marathon
- 2013: 8e marathon van Fukuoka – 2:12.31
- 2013: 9e marathon van Londen – 2:09.28
- 2013: DNF WK
- 2017: 11e marathon van Londen - 2:12.30
- 2020: 12e marathon van Valencia - 2:06.35

### veldlopen
- 2004:  Spaanse kamp. in Santiago de Compostela - 36.11
- 2005:  Spaanse kamp. in Toro - 36.48
- 2007:  Spaanse kamp. in Caceres - 34.35
- 2008:  Spaanse kamp. in Tarancon - 36.42
- 2008: 4e EK in Brussel - 31.17 ( in het landenklassement)
- 2008: 36e WK (lange afstand) in Edinburgh – 36.49
- 2009:  Spaanse kamp. in Albacete - 34.58
- 2009: 5e EK in Dublin - 31.30 ( in het landenklassement)
- 2009: 30e WK (lange afstand) in Amman – 36.39
- 2010:  Spaanse kamp. in La Coruña - 37.16
- 2010:  EK in Albufeira - 29.18 ( in het landenklassement)
- 2010: 49e WK (lange afstand) in Bydgoszcz – 35.12
- 2011:  Spaanse kamp. in Haro - 37.04
- 2011:  EK - 29.20 ( in het landenklassement)
- 2011: 16e WK (lange afstand) in Punta Umbria – 35.12
- 2012: 6e EK - 30.14 ( in het landenklassement)
- 2013:  Spaanse kamp. in Granollers - 35.50
- 2014:  Spaanse kamp. in Merida - 33.56
- 2015: 4e EK - 29.57 ( in het landenklassement)
- 2016:  Spaanse kamp. in Calatayud - 30.17
- 2016: 7e EK - 28:22 ( in het landenklassement)
- 2017: 10e EK - 30.18 ( in het landenklassement)